# Nes (Noardeast-Fryslân)
Nes is een dorp in de gemeente Noardeast-Fryslân, in de Nederlandse provincie Friesland. Nes ligt tussen Wierum en Paesens-Moddergat ten noorden van Oosternijkerk. Het dorp ligt even ten zuiden van de Waddenzee aan de Nesser Opvaart, die het verbindt met het water de Paesens. In 2023 telde het dorp 375 inwoners.

## Geschiedenis

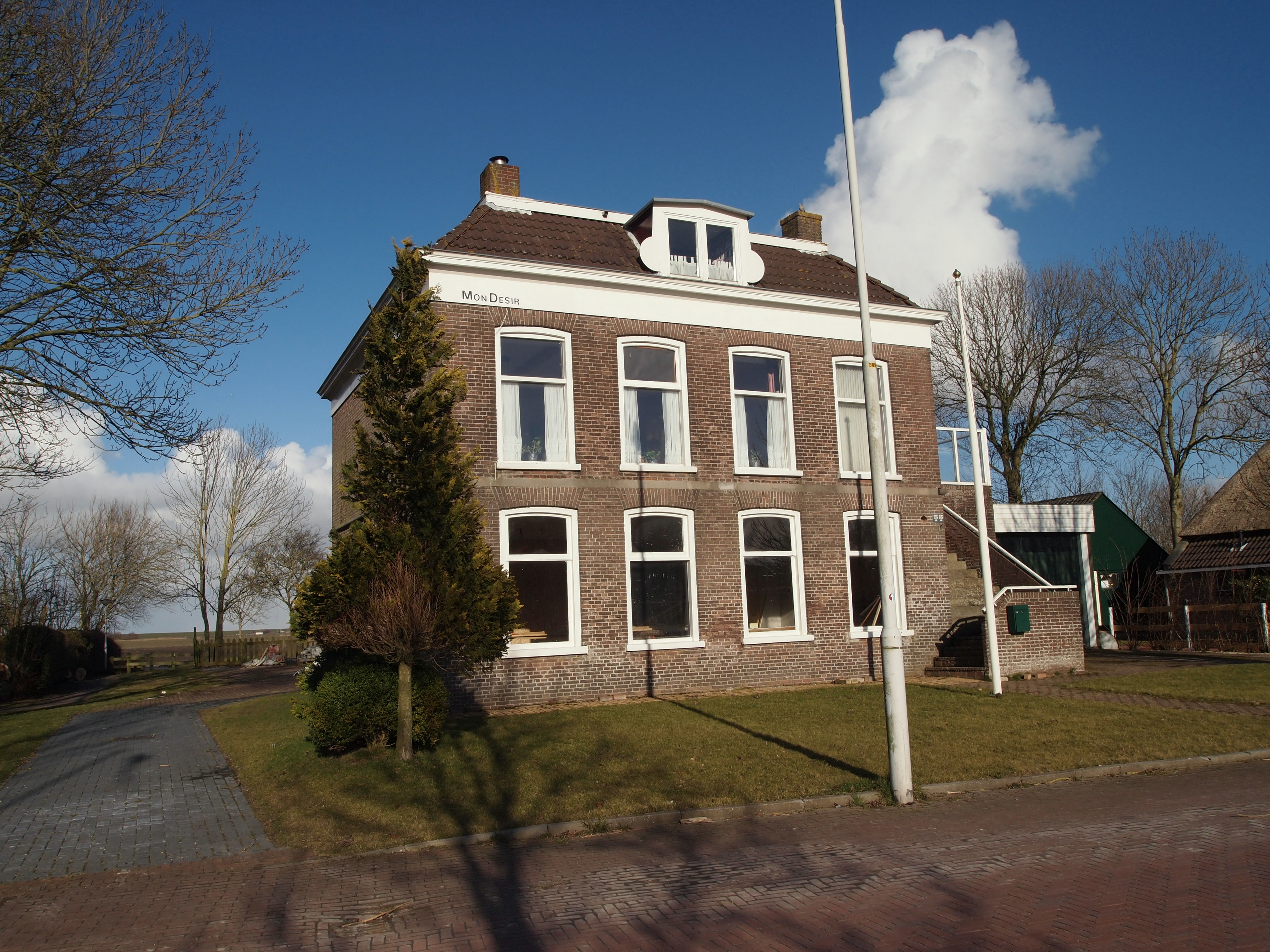
Herenhuis Mon Desir

Het dorp is op een terp ontstaan, die in de vroege middeleeuwen werd opgeworpen. De terp had net als de naburige Wierum een rechthoekige structuur. Het dorp Nes was echter niet echt gericht op de visserij maar was meer een land- en tuinbouwdorp. De terp lag op een soort van schiereiland, of landtong, waar de plaatsnaam van afgeleid is; een in het water uitstekende punt land. Het dorp werd in 1369 vermeld als Nesse en vanaf de 14e eeuw als Nes.
Voor de gemeentelijke herindelingen in 1984 behoorde Nes tot de gemeente Westdongeradeel, daarna tot de gemeente Dongeradeel, waarna deze in 2018 op ging in Noardeast-Fryslân.

## Kerken
Nes wordt gekenmerkt door een markante bakstenen Sint-Johanneskerk, een Hervormde kerk waarvan het oudste deel uit de 12e eeuw dateert. Het koor van de eenbeukige kerk is uit de 13e eeuw en is een vierzijdig gesloten gotisch koor, versierd met lisenen, een rondboogfries en tandlijst. Van de restanten van het gereduceerd westwerk werd de zadeldaktoren gebouwd van de kerk. Op het kerkhof staan twee stenen op een erehof, een van een luchtmachtmilitair en een van een onbekende Engelse militair die sneuvelde tijdens de Tweede Wereldoorlog.
Het andere kerkgebouw van het dorp is Theaterkerk Nes, dat voor 2018 de gereformeerde kerk 'De Hoekstien' was. Het betreft een kruiskerk met een dakruiter op het ontwerp van Ane Nauta en is in expressionistische trant gebouwd in de periode 1925-1926.

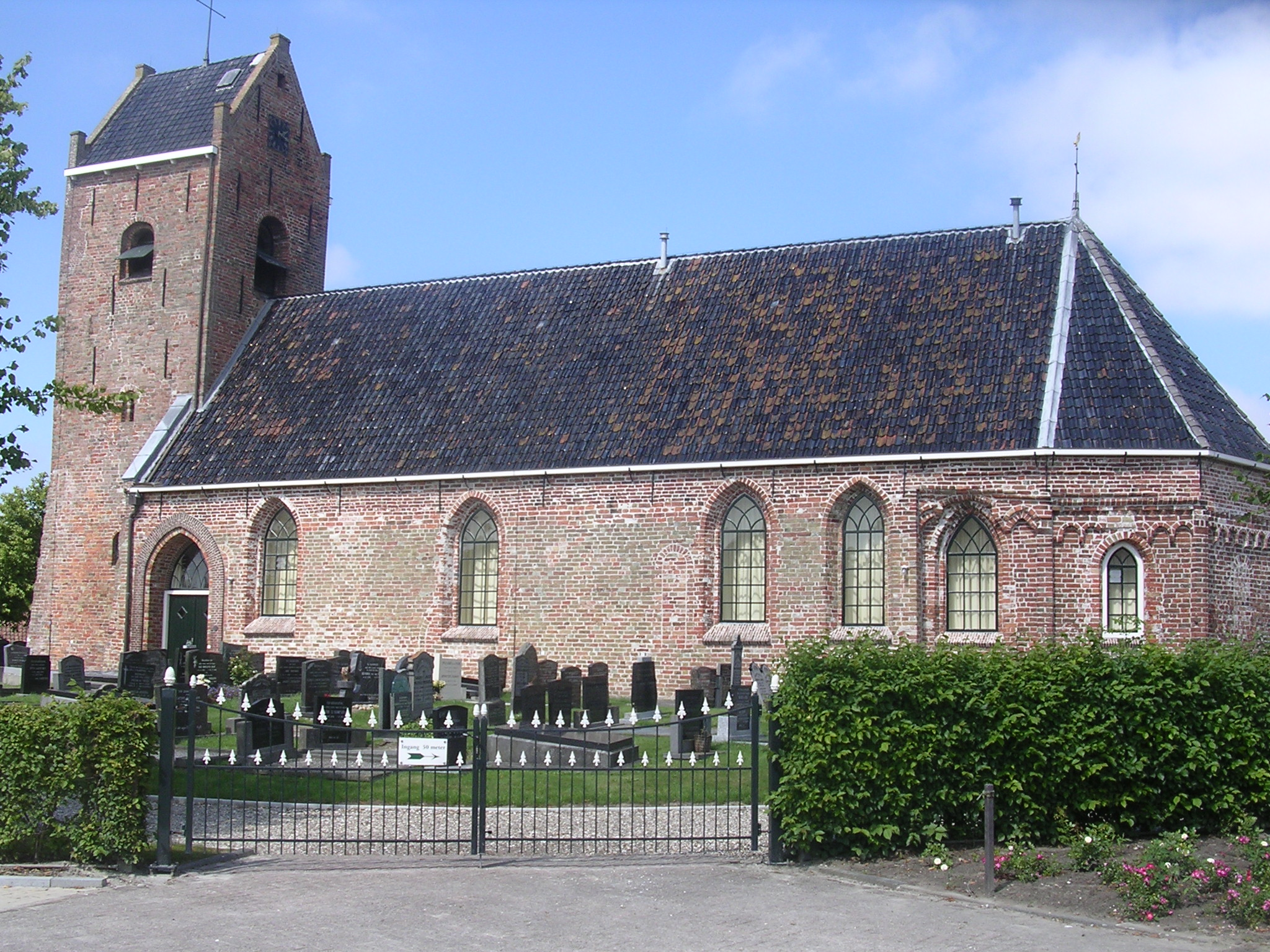
Sint-Johanneskerk
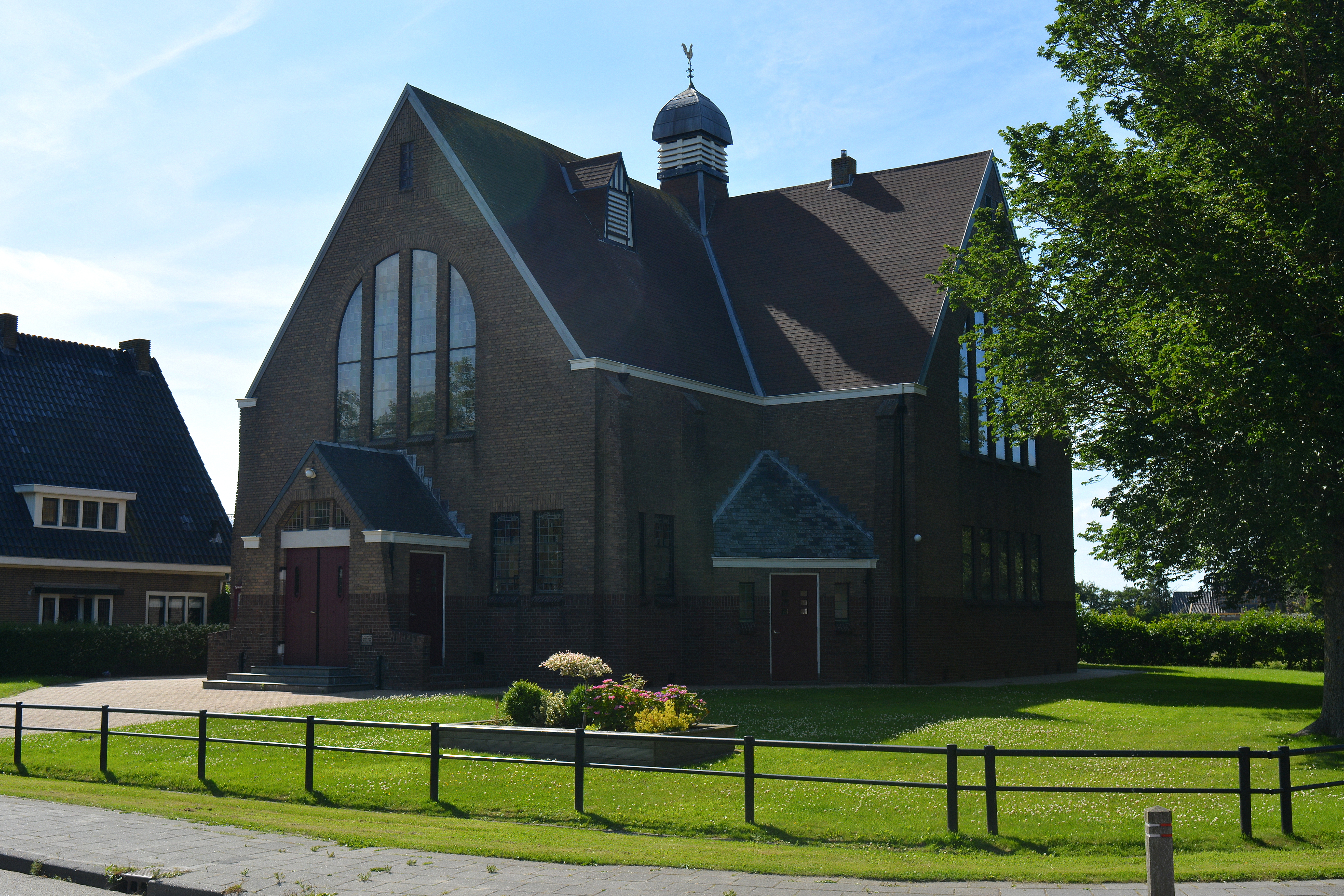
Theaterkerk Nes

## Sport
Het dorp heeft een kaatsvereniging, gymnastiekvereniging en een biljartclub. Verder wordt het dorp samen met enkele andere dorpen bediend door de voetbalvereniging Ropta Boys, die de thuisbasis heeft in Oosternijkerk.

## Cultuur
Het dorp heeft een dorpshuis, De Nespel geheten, met daarnaast een aantal kleine culturele verenigingen en elke 4 jaar een dorpsfeest.

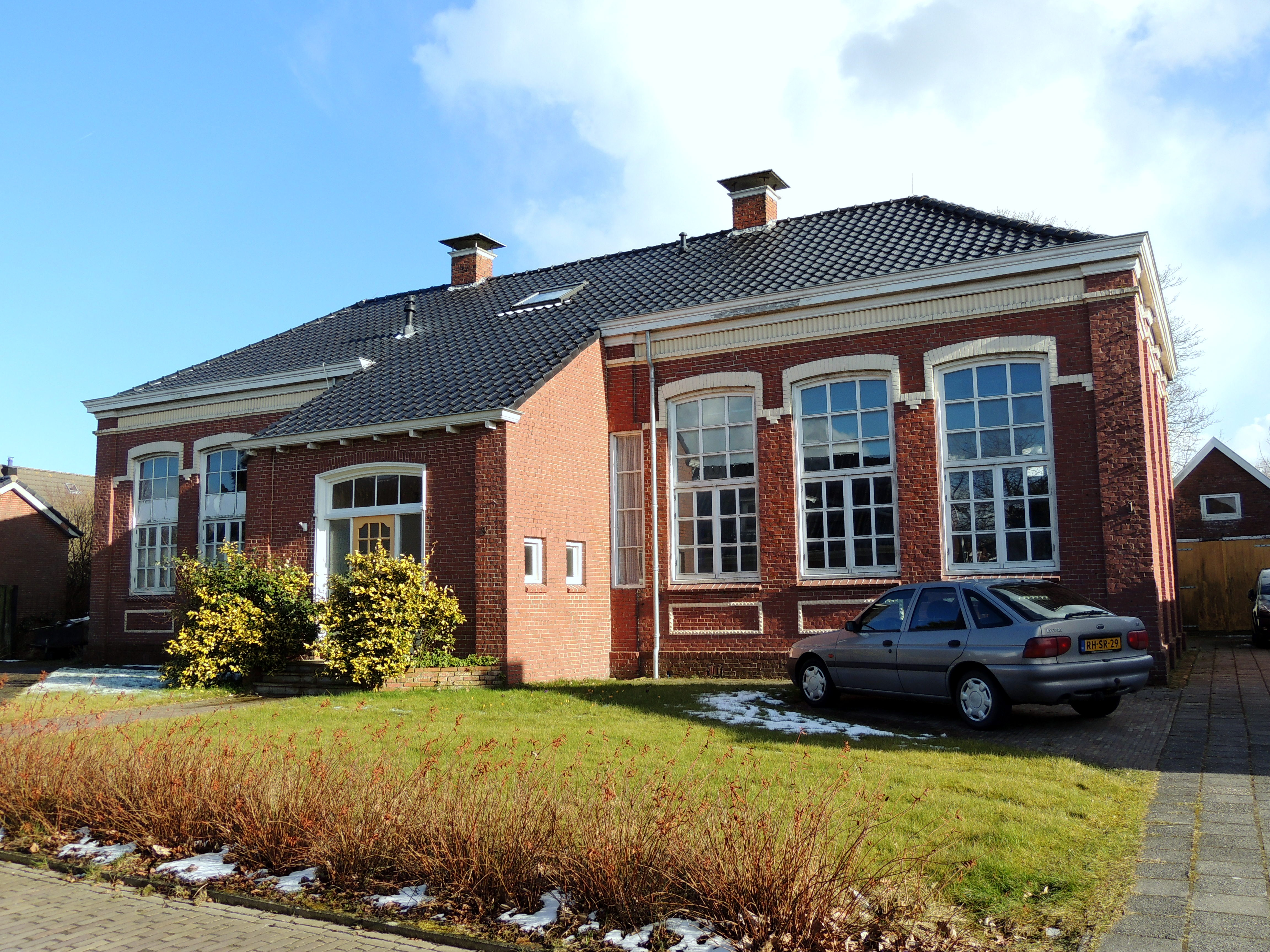
Voormalige school

## Onderwijs
Tot 2006 had het dorp een basisschool, na de sluiting hiervan zijn de kinderen aangewezen op de school in Oosternijkerk.

## Geboren in Nes
- Nienke van Hichtum (1860-1939), kinderboekenschrijfster en vrouw van politicus Pieter Jelles Troelstra
- Ids de Beer (1916-1945), verzetsstrijder tijdens de Tweede Wereldoorlog
- Pieter Soepboer (1920-1998), politicus en burgemeester
- Jan de Graaf (1944), politicus
- Harke Bremer (1955-), classicus en vertaler